# مزرعه شیروانی و شرکا
مزرعه شیروانی و شرکا یک منطقهٔ مسکونی در ایران است که در دهستان کمین واقع شده‌است. مزرعه شیروانی و شرکا ۳۶ نفر جمعیت دارد.